# Goodedulla National Park
Goodedulla National Park är en park i Australien. Den ligger i delstaten Queensland, omkring 570 kilometer nordväst om delstatshuvudstaden Brisbane.
Trakten runt Goodedulla National Park är nära nog obefolkad, med mindre än två invånare per kvadratkilometer.. Det finns inga samhällen i närheten.
I omgivningarna runt Goodedulla National Park växer huvudsakligen savannskog.  Genomsnittlig årsnederbörd är 959 millimeter. Den regnigaste månaden är januari, med i genomsnitt 214 mm nederbörd, och den torraste är augusti, med 15 mm nederbörd.